# Climax Blues Band
La Climax Blues Band è una rock band inglese attiva tra la fine degli anni sessanta e la metà degli anni novanta. È considerata uno degli ultimi episodi del periodo di risonanza del Blues britannico.

## Storia della band
La band si formò nel 1968 col nome iniziale di Climax Chicago Blues Band (solo più tardi accorciato in Climax Blues Band) e si definì quale sestetto formato da Derek Holt (chitarra),  Peter Haycock (chitarra), Arthur Wood (tastiere), Richard Jones (batteria) ed il vocalist-sassofonista Colin Cooper.
Il gruppo ottenne un buon successo commerciale fino ai primi anni ottanta soprattutto negli USA specie con alcuni singoli di buon impatto quali Couldn't Get It Right (che raggiunse il terzo posto nelle classifiche Billboard nel 1977) e I Love You (al dodicesimo posto nel 1981).
Innumerevoli cambi di formazione contraddistinsero la storia della band la quale, comunque, tra alti e bassi continuò a sfornare nuovi album (alcuni dei quali ancora di buon successo) fino al 1993.
Nella metà degli anni ottanta ne fecero parte anche il bassista John 'Rhino' Edwards ed il batterista Jeff Rich, in seguito assunti quali membri stabili negli Status Quo.
Nonostante la morte del cantante Colin Cooper, avvenuta il 3 luglio 2008, il gruppo è ancora in attività.

## Formazione originale
- Colin Cooper (voce, sassofono, armonica a bocca, flauto)
- Derek Holt (chitarra, voce)
- Peter Haycock (chitarra)
- Arthur Wood (tastiere)
- Richard Jones (batteria)

## Discografia

### Album
- The Climax Chicago Blues Band (1969)
- Plays On (1969) USA numero 197
- A Lot of Bottle (1970)
- Tightly Knit (1971)
- Rich Man (1972) USA numero 150
- FM Live (1974) USA numero 107
- Sense of Direction (1974) USA numero 37
- Stamp Album (1975) USA numero 69
- Gold Plated (1976) USA numero 27, UK numero 56
- Shine On (1978) USA numero 71
- Real to Reel (1979) USA numero 170
- Flying the Flag (1980) USA numero 75
- Lucky for Some (1981)
- Sample and Hold (1983)
- Drastic Steps (1988)
- Blues from the Attic (1993)
- Hands Of Time (2019)